# Киломе, Франклин
Франклин Киломе (исп. Franklyn Kilomé; 25 июня 1995, Ла-Романа) — доминиканский бейсболист, питчер. Выступал в составе клуба Главной лиги бейсбола «Нью-Йорк Метс».

## Карьера
Франклин Киломе родился 25 июня 1995 года в Ла-Романе в Доминиканской Республике. В 2013 году в возрасте 17-ти лет он подписал контракт с клубом «Филадельфия Филлис», сумма бонуса игроку составила 40 тысяч долларов. Профессиональную карьеру он начал в 2014 году в составе фарм-клуба Филлис в Лиге Галф-Кост, где отыграл 40 1/3 иннинга в одиннадцати матчах. Сезон 2015 года Киломе отыграл в составе «Уильямспорт Кросскаттерс», где одержал три победы при двух поражениях с пропускаемостью 3,28. В 2016 году он выступал в Южно-Атлантической лиге за «Лейквуд Блу Клоз». Франклин выходил на поле стартовым питчером в 23 матчах, одержал пять побед при восьми поражениях с показателем ERA 3,85. 
В 2017 году он провёл девятнадцать игр в роли стартового питчера «Клируотер Трешерс», после чего был переведён на уровень выше и завершил сезон в составе «Рединг Файтин Филс». В июле 2018 года Киломе был обменян в «Нью-Йорк Метс» на инфилдера Асдрубала Кабреру. После перехода он провёл семь игр за фарм-клуб AA-лиги «Бингемтон Рамбл Понис», после чего получил травму локтя. Суммарно в системах Филлис и Метс в 2018 году он принял участие в 26 матчах, провёл на поле 140 иннингов с пропускаемостью 4,18. В октябре Франклин перенёс операцию Томми Джона, из-за последующей реабилитации он полностью пропустил сезон 2019 года.
В Главной лиге бейсбола Киломе дебютировал 1 августа 2020 года. На более высоком чем AA-лига уровне его эффективность была невысокой. Он провёл на поле 11,2 иннингов с пропускаемостью 11,12, допустив девять уоков и пропустив пять хоум-ранов. В апреле 2021 года клуб выставил его на драфт отказов, чтобы освободить место в составе для Хосе Перасы. Спустя неделю Киломе был переведён на базу резервистов «Метс».